# Microsoft Windows 3.x

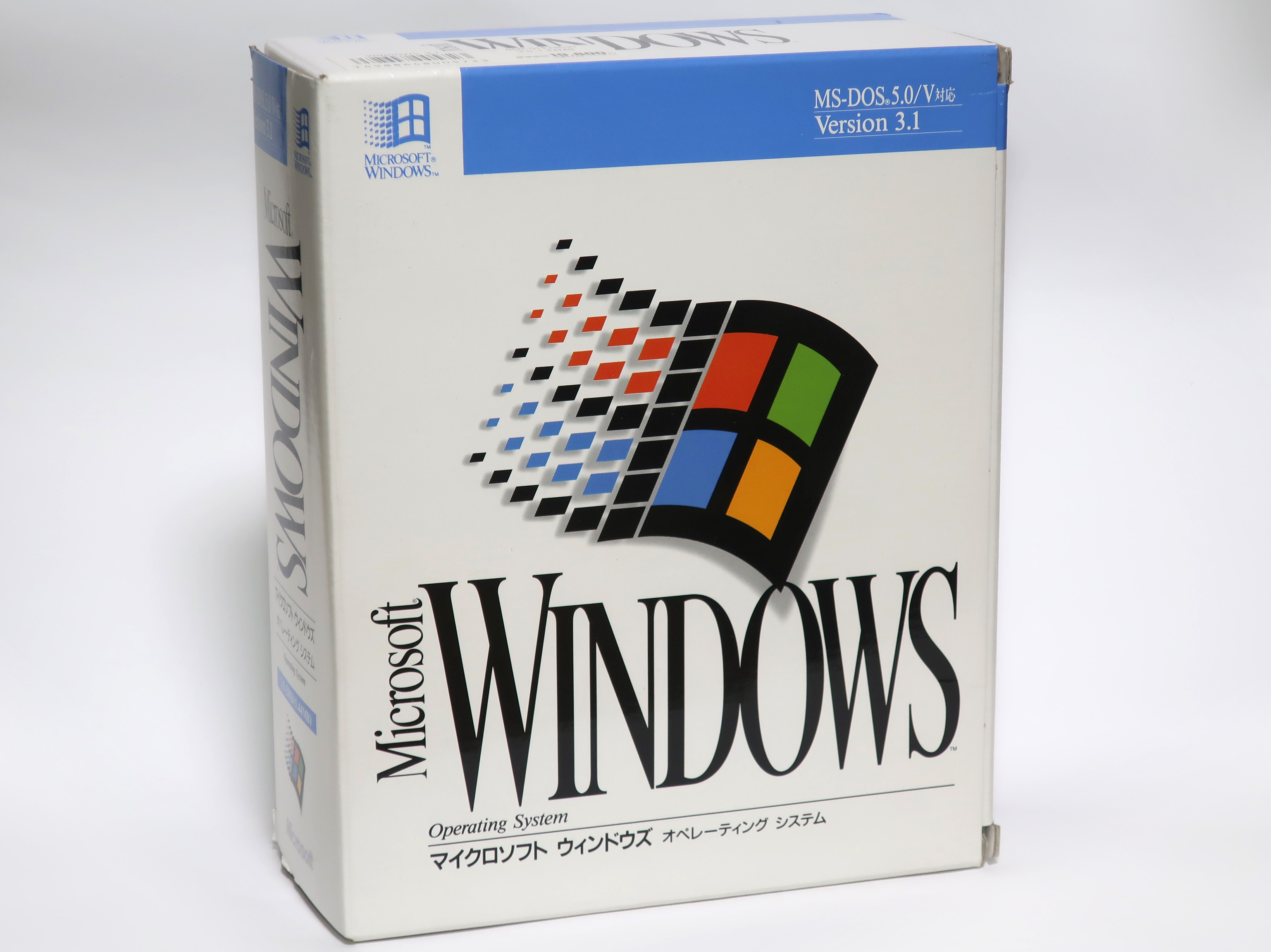
Windows 3.1 日本語版パッケージ

Microsoft Windows 3.x（マイクロソフト ウィンドウズ 3.x）は、メジャーバージョン番号が3であるMicrosoft Windowsの総称。Windows 2.xの後継である。2001年12月31日（米国日時）にサポートは終了している。
主に、1990年に発売された「Windows 3.0」（日本語版は1991年）と、1992年に発売された改良版「Windows 3.1」（日本語版は1993年）を指す。その他、一部機種ではマルチメディアに対応した「Windows 3.0 with Multimedia Extensions (Windows MME)」も提供され、幾度かのマイナーバージョンアップが行われた。英語版ではネットワークをサポートする「Windows for Workgroup（Windows 3.1ベース）」も発売された。
なお、追加モジュールとしては、32ビットアプリケーションを動作させるための「Win32s」、画像表示を高速化するための「WinG」、AVI形式の動画を再生するための「Video for Windows」、LANに接続するための「LAN Manager」、インターネットや電子メールを利用するための「Internet Explorer（16ビット版）」がある。
Microsoft Windows 1.0 - 3.xは、16ビットオペレーティングシステム（OS）のMS-DOS上で動作するGUIフロントエンドであり、Windows 3.0まではオペレーティング環境（operating environment）と呼ばれていた。Windows 3.1からはoperating systemという名称になったが、正確には3.1も独立したオペレーティングシステムではない。いずれも、MS-DOSまたは互換環境（PC-DOS/VやDR-DOS）、あるいはOS/2のWindows互換環境から起動させるものであり、事前にそのようなOSをコンピュータ上で動作させておく必要がある。Windows 3.1以前は、MS-DOSの拡張製品としてそれぞれが別々に販売されたため、MS-DOSなどを持っていない場合は、別途購入する必要があった。

## 機能
Windows 2.x (Windows 2.11, Windows/386 2.11) の後継となるWindows 3.0は、ユーザーインターフェイスの大幅な改良と、Intel 80286や80386プロセッサのメモリ管理機能を有効活用する技術的な改善が行われた。
グラフィカルユーザインタフェース (GUI) 機能を持ち、複数のタスクを同時実行できるマルチタスクが可能なことが利点であった。しかし、1つのWindowsプログラムがCPUを占有してしまい、他のプログラムが止まってしまうこともあった（ノンプリエンプティブ）。Windows/386では、MS-DOS用のテキストモードプログラムは全画面を占有し、ショートカットキーで画面を切り替える仕様となっていたが、Windows 3.0ではウィンドウ内で動作させることができ、旧来のプログラムも擬似マルチタスクとして利用できるようになった。しかし、家庭向け市場では多くのゲームやエンターテイメントソフトがMS-DOSへの直接アクセスを必要としていたため、あまり恩恵を受けられなかった。
Windows 2.xは、メニューやウィンドウ枠で非常に限られた色しか使うことができなかったが、Windows 3.xのアイコンやグラフィックは、EGAやVGAモードで16色を完全にサポート。256色VGAモードやMCGAモードが初めてサポートされた。また、ディスプレイ出力に使用するカラーパレットはディスプレイドライバが管理し、アプリケーション毎には論理的なカラーパレットが用意されたことで、アプリケーション側はカラーパレットの状態や制限を気にする必要がなくなった。
MS-DOSウィンドウ（ファイルマネージャ・プログラムランチャー機能）は、アイコンベースの「プログラムマネージャ」と一覧ベースの「ファイルマネージャ」に置き換えられた。前バージョンではアプレットとなっていた「コントロールパネル」は、AppleのClassic Mac OSと類似のものに作り替えられた。
幾つかの簡単なアプリケーションも同梱された。テキストエディタのメモ帳、文書作成ソフトのライト（後のワードパッド）、一連のキー操作やマウス操作をマクロとして記録して後で実行できる「レコーダー」、ペイント、電卓など。ゲームは、Windows 3.0ではリバーシに加えてソリティアが搭載され、Windows 3.1ではソリティア・マインスイーパが付属された。
Windows 3.0に搭載されたプロテクトモードやエンハンスドモードは、DOSアプリケーションで行われていた方法より簡単に、より多くのメモリをWindowsアプリケーションで使えるようになった。Windows 3.0では、リアルモード（8086相当CPUの機能を利用）、スタンダードモード（80286相当CPUの機能を利用）、386エンハンスドモード（i386相当CPUの機能を利用）があり、通常は自動で適切なモードを選択するが、/r（リアルモード）、/s（「スタンダード」286プロテクトモード）、/3（386エンハンスドプロテクトモード）といったスイッチを使って、特定のモードで起動することもできた。386エンハンスドモードではやや動作が重くなり、実用的には486以上のマシンパワーを必要とした。

### プロテクトモードの恩恵
Windowsは、Windows 3.0のスタンダードモードおよびエンハンスドモードからプロテクトモードが本格的にサポートされた。
厳密には、WindowsはWindows/386からプロテクトモードを利用しているが、このバージョンでは内部的に80386で導入された機能をプロテクトモードで使用し、アプリケーションには仮想86モードを提供するというものであり、EMS対応MS-DOSアプリケーションと同様に実行プログラムを数百KBという限られたスペースに収まるよう作る必要があった。また、EMSはバンク切り替えがあるため、その切り替え作業にかかる時間だけ低速になる。特に、大規模なアプリケーションは、ほぼ常時バンク切り替えを繰り返すために低速だった。これが、Windows 3.xのスタンダードモードとエンハンスドモードは、Windowsの大半のモジュールがプロテクトモードで動作する16ビットのコードで構成され、アプリケーション（WIN16アプリケーション）もプロテクトモードで動作する16ビットのコードで構成されるように変更された。さらに、エンハンスドモードでは、80386で導入されたメモリ管理機能をプロテクトモードで動作するシステムのコードに実装し、IA-32のページングを利用した仮想記憶もサポートし、実メモリ以上のメモリをアプリケーションが確保できるようになった。また、Windows 用のデバイスドライバとして、80386で導入された機能をプロテクトモードで活用した VxD デバイスドライバもサポートされた。従来のWindowsは常にメモリが不足気味だったが、3.0からのプロテクトモードをサポートした結果、Windows自身とそのアプリケーションは、（コンベンショナルメモリ）+（EMS）よりも高速で大量のメモリを使用可能なプロテクトメモリを利用可能になった。そのため、MS-DOSではメモリ不足から実現不可能だった大型アプリケーションも、Windows用に開発されるようになった。

### ユーザーインターフェイス
GUIは、マイクロソフトがIBMと共同開発していたOS/2 1.2のプレゼンテーション・マネージャと類似の外観をしている。ウィンドウのメニューバーとパネル本体という構成や、ダイアログボックスなど、IBMが提唱したSystems Application ArchitectureのCommon User Access (CUA) におおむね準拠している。しかし、シフトキーとマウスを組み合わせた操作はCUAでの規定に反しており、完全準拠ではない。このデザインは、アップルより同社が開発したClassic Mac OSのルック・アンド・フィールを盗用したとして、Windows 2.xとともに著作権侵害が指摘されたが、裁判ではアップルの訴えは退けられ、後に両者は和解した（詳細はWindows 2.0#アップルとの法的抗争を参照）。
ウィンドウ
一番右上（タイトルバーの右端）のボタン[▲]は最大化（全画面表示）のボタンで、既に最大化している場合は、ウィンドウ表示に戻すボタン（上下に▲と▼が並んだ[◆]状のボタン）が表示される。その隣のボタン[▼]は最小化（タスクアイコン化）のボタンである。Windows 95以降でのウインドウを閉じる[×]に相当するボタンは存在しない。終了は、タイトルバー左上の［-］ボタン（コントロールメニューボックス）やメニューバーからのプルダウンメニューから行えるが、左上の［-］そのものをダブルクリックすることでも終了する。MS-DOSボックスの場合は、メニューバーやタイトルバーから終了させることはできず、コマンドプロンプトでEXITと入力する必要がある。また、エンハンストモードであれば、Control-Alt-Deleteでアクティブなウィンドウの強制終了が行える。
ポインティング
当時はまだ、マウスは推奨であって必須ではなかった。セットアップ時にマウス無し（使用しない）を選択することもでき、Windowsの主要システム自体は、キーボードだけでも操作できるようになっていた。ただし、実際にはGUIである以上はマウス前提で作られたアプリケーションが少なくなく、Windows 95以降はマウスが必須になっている。
なお、右クリックによる操作はアプリケーション側で対応している場合にのみ有効であり、Windowsを操作する上では特別な意味合いを持っていなかった。Windows標準付属のアプリケーションとしては、ペイントブラシやマインスイーパが右クリックを活用できる。
シェル
Windows 3.xで標準のシェルは、後述のプログラムマネージャというメニューソフトに相当する機能を持つプログラムランチャーだった。また、設定を変更することにより、ファイルマネージャやそれ以外（コマンドプロンプトやNorton Desktopなどのサードパーティー製シェルソフトなど）の特定のアプリケーションをシェルに指定することも可能である。
なお、プログラムマネージャ・ファイルマネージャともに、親画面の中で子画面を複数開くことができた (MDI)。
プログラムマネージャ
プログラムの起動は、原則としてプログラムマネージャから行う。プログラムマネージャはプログラムを表す「アイコン」およびアイコンを分類する「グループ」を画面に表示するためのプログラムであり、アイコンをダブルクリックすることでプログラムを起動することができた。ただし、プログラムマネージャ上のアイコン（およびグループ）とディスク上のファイル（およびディレクトリ）との間には対応関係が無く、後のエクスプローラーのように、ファイルを操作する機能は統合されていない。
ファイルマネージャ
ファイル操作は、Windows 2.x以前のシェルだった「MS-DOSウィンドウ」に似たファイルマネージャというプログラムで行う。ファイルのダブルクリックでプログラムを直接実行することもでき、拡張子によるアプリケーションの関連付けもファイルマネージャ上で行うことができる。Windows 2.xでMS-DOSアプリケーションを実行するには、PIFファイル（情報ファイル）にあらかじめ実行環境を設定する必要があったが、Windows 3.0ではPIFファイルがなくても標準設定で実行するようになった。MS-DOSウィンドウはファイル名が羅列されるだけであったが、ファイルマネージャでは画面左に現在開いているディレクトリの位置を示すディレクトリツリーが表示され、画面右には項目名とその種類を示す小さなアイコンが一覧表示されるようになった。プログラムマネージャやデスクトップのタスク（後述）と違って、「大きなアイコン」を表示する機能は無い。また、ファイルの種類毎にアイコンが用意されたWindows 95以降と異なり、ファイルマネージャでは自身の持つ数種類のアイコンしか表示できなかった。
ファイルマネージャには2000年以上の年表示が文字化けするという不具合があったが、後に2000年問題対応版がマイクロソフトから配布された。
デスクトップ
デスクトップの領域には、実行中のプログラムを最小化したときのアイコンが表示される。ファイルなどのオブジェクトを置くことのできるデスクトップ・メタファーではなく、Windows 95以降でのタスクバーに相当する場所であった。Windows 2.xからの変更点として、画像や模様を背景として飾ることができるようになった。デスクトップをダブルクリックすると、タスクマネージャに似た画面を呼び出すことができた。

### マルチメディア
アップルは、1991年6月にQuickTimeを発表、12月には出荷しており、パソコン市場拡大の陰りから、新しい分野としてマルチメディアが担がれていた時期であった。
Windows 3.0は、当初動画や音声を扱うことができなかった。それらのマルチメディア機能は、1991年10月に「Windows 3.0 with Multimedia Extensions」というWindows 3.0の拡張版およびアップグレードキットとしてリリースされた。その後、Windows 3.1では標準でマルチメディア機能が搭載された。
同時に、マイクロソフトや複数のパソコンメーカーにより、マルチメディア対応パソコンを認定するため Multimedia PC (MPC) 規格が策定されたが、最初のバージョンにおける最小構成のパソコンでは、多くのアプリケーションで力不足であった。日本でも、当時標準でマルチメディア機能を使えるWindowsの存在したPCはFM TOWNS程度だった。
それでも、Windows 3.1でマルチメディア機能が標準搭載された利点はあり、FM音源程度しか持たないMPC以前の機種であっても、簡単なMIDIファイル程度のマルチメディアであれば、OS標準で利用できるようになった。
1992年11月には、動画再生をサポートするVideo for Windowsも発表された。当初サポートしていた解像度やフレームレートは320x240ピクセル/30fpsと低かったものの、AVIが再生できるようになり、マルチメディアCD-ROMソフトがWindows 3.1向けに発売されるようになった。マイクロソフトからはVideo for Windowsの発表と同時に、エンカルタとCinemaniaの2本のCD-ROMソフトが発表された。1995年に入るとGPUの性能競争が一時的に停滞し、代わりに動画の拡大表示を綺麗に行う補間機能といった動画再生支援機能が注目されるようになった。
MPC規格のバージョンアップは、PC/AT互換機ではWindowsの環境改善よりもDOSの環境改善としての効果が大きく、結果としてゲームプレイには最低の環境だったPC/AT互換機を、一気にPCゲーム標準機まで押し上げることになった。ただし、このことがゲーム環境のWindowsへの移行を遅らせる原因になり、マイクロソフトがWinGやDirectXを開発する強い動機となった。

### ネットワーク / インターネット
Windows 3.0、3.1では、標準でネットワーク (LAN) 機能自体が搭載されておらず、LAN Manager ClientなどDOSベースのネットワーク機能に頼っていた。LAN Manager ClientはWindows NT ServerのCD-ROMなどに収録され、TCP/IPやNetBEUI、NetWare互換プロトコルなどのプロトコルが使えた。また、Windows for Workgroups (WfW) 3.1はWindows 3.1にWindowsベースでのネットワーク機能を付加するアドオンとして発表、販売された。ただし、この段階ではネットワークプロトコルとして、NetBEUIかNetWare互換プロトコルしか選択できなかった。その後、WfW 3.11が完全なWindows製品として発売され、このWfW3.11向けにTCP/IPプロトコル用ドライバも提供された。
WfWの日本語版は発売されなかったため、日本のユーザーが手軽にネットワークを組むには、Windows 3.1との互換性に乏しく高性能パソコンを要求するWindows NTを購入するか、Windows 95の登場を待つしかなかった。
日本では、1994年時点で個人ユーザーにインターネット接続サービスを提供するISPがIIJと富士通(InfoWeb、1999年にニフティへ統合）の2社しか存在せず、まだ黎明期にあった。1995年に入るとISPは10社以上になり、インターネットを取り扱った参考書も急増した。しかし、Windows 3.1標準ではネットワーク機能は搭載されていないため、市販のInternet CHAMELEON（ネットマネージジャパン、19800円）といったダイヤルアップ接続ツール（ダイヤラー、メーラー、FTPクライアントなどをまとめたパッケージ）を購入するか、パソコン通信を通じてTrumpet Winsockといったツールを揃えていく必要があった。ウェブブラウザにはNCSA Mosaicやその後に登場してすぐに標準となったNetscape Navigatorが使われた。
Windows 95と同時発売のMicrosoft Plus!に同梱されたウェブブラウザ「Internet Explorer」は、1996年4月にWindows 3.1対応の16ビット版が公開され、これにはメーラーのOutlook Express（16ビット版）やダイヤラーなどが添付されていた。インターネットの閲覧や、メールの送受信はInternet Explorer添付のダイヤラーを使ったダイヤルアップの他、LAN Manager Clientをインストールしてある場合やWfWではLAN経由でも可能である。ただし、Internet Explorer標準添付のダイヤラーはPC/AT互換機用のため、PC-9800シリーズでダイヤルアップ接続する場合は市販ソフトなどを別途用意する必要があった。

### 設定ファイル
各プログラムの設定は、それぞれのプログラムが持つiniという拡張子が付けられたファイル、もしくはwin.iniやsystem.iniなどのWindowsのシステムファイルで行っていた。Windowsそのものの設定もwin.iniとsystem.iniで行っていた。これらはテキストファイルであり、標準で付属するシステムエディタ (sysedit) などのテキストエディタで編集を行うことができた。また、設定変更ミスや諸々のトラブルから、Windowsが起動しなくなっても、MS-DOS環境からテキストエディタを使ってwin.iniやsystem.iniの中身を修正して復旧することができた。これらの設定内容は、マイクロソフトが監修した解説書『Windows 3.1 リソースキット』で公開された。Windows 3.1の登録情報データベース（後のレジストリ）は、ファイルマネージャで開くファイルのフォーマットとアプリケーションとの関連付けやOLE情報に使用されるのみであった。

### メモリ容量の最大値
Windows 3.0やWindows 3.1では、32ビット386プロテクトモードではなく16ビット286プロテクトモードで動作していたため、標準構成では64KBセグメント・メモリモデルを使用するようになっていた。しかし、32ビットCPUではプログラマーはより大きなメモリポインタにアクセスして、プログラム・セグメントをどんな大きさにも拡張することができた（セグメント・ディスクリプタが24ビットであるため最大サイズは16MBに制限されている）。当時のWindows APIファンクションは16ビットであったため、それらは32ビットポインタを使用できず、コードに32ビット命令を含んでいてもDOSと同様に、64KBセグメントでOS呼び出しを行うプログラムコードの一部を配置する必要があった。このため、理論上は4GBのメモリ空間を使用できる386以上のCPUであっても、Windows 3.0は合計16MBのメモリにしかアクセスできない。
Windows 3.1では16MBの制限はなくなり、理論的には最大4GBのメモリを使用できる（現実的な上限は256MB）。ただし、先述のとおり1つのプログラムが使用できるメモリは最大16MBである。

### 32ビットへの限定的な対応
Windows NTの登場による32ビットOSへの移行を促す意味もあり、Win32sというドライバ/APIがマイクロソフトから供給された。これは、Windows 3.1の386エンハンスドモード上で動作する32bitプログラムのためのドライバ/APIであり（WinNTのAPIであるWin32のサブセットなのでWin32s）、これによりアプリケーションをWindows 95やWindows NTと共通の32ビットコードでWindows 3.1に供給することが可能になり、初期の32ビットアプリケーションの開発を多少容易にした。
また、ファイルシステムにおいてはBIOSを介した16ビットディスクアクセスが基本的に用いられていたものの、Windows 3.1の386エンハンスドモードでは常設スワップファイルに対してのみ、32ビットでのアクセスが可能となった。さらに、Windows for Workgroups 3.11では完全な32ビットディスクアクセスが実現され、ディスクアクセスを高速化させることを可能にした。

### システム要件
Windows 3.0（英語版）の公式なシステム要件は、以下のようになっている。
| プロセッサ     | 8086/8088プロセッサ                                                                                     |
| 物理メモリ     | 384KBの空きコンベンショナルメモリ（リアルモード）、1MB（スタンダードモード）、2MB（エンハンスドモード） |
| ハードディスク | 6-7MBの空き容量                                                                                         |
| MS-DOS         | バージョン 3.1以上                                                                                      |
| ディスプレイ   | CGA、EGA、MCGA、VGA、Hercules、8514/AまたはXGAグラフィック、および互換モニター                          |
| その他         | マイクロソフト互換マウス推奨                                                                            |

Windows 3.1では、リアルモードが廃止されたため、8086/8088プロセッサ搭載機種は動作対象外になった。

### Windows 3.1へのアップグレード
Windows 3.1には、Windows 3.0からアップグレードすることができる。また、インストール先ディレクトリを変更すれば、旧バージョンと共存することもできる。Windows 2.11以前の場合は新規セットアップを行うことになる。

### Windows 3.1から新しいバージョンへのアップグレード
Windows 3.1からは、Windows 95かWindows 98(Second Editionも含む)にのみアップグレードできる。その後継であるWindows MeやWindows 2000にできない。また、Windows 95かWindows 98のどちらにアップグレードしても、後にそのバージョンをアンインストールしてWindows 3.1に戻せる。

## 開発とリリース

### Windows 3.0
Windows 3.0は、25人で構成された開発グループ「Win3チーム」によって2年半の期間で開発された。画面デザインはWindows 2.1のユーザーの意見を取り入れ、旧バージョンの赤と青の組み合わせからビジネス環境に適した落ち着きのある色彩に変更された。
1990年5月22日、Windows 3.0はニューヨーク・シティ・センターで正式に発表された。この模様は、米国7都市の会場とロンドンやアムステルダムといった世界各地の12都市の会場にテレビの生中継で報道された。これには、300万ドルという多額の宣伝費が投入され、さらに広告や25万枚の体験版ディスク配布、デモンストレーション、セミナーに700万ドルの予算が組まれていた。
日本では、1991年1月23日（日本時間）に日本電気よりPC-9800シリーズ用が発売され、それに追随して約20社のパソコンメーカーからも発売された。PC/AT互換機で動作するDOS/V対応版は、日本IBMより1991年3月13日に発売された。

### Windows 3.1
Windows 3.1（コードネーム: Janus）は、1992年4月6日にシカゴで開催されたWindows Worldで正式に発表された。マイクロソフトはWindows 3.1の出荷にあたって125万本を用意。世界中の9カ所のマイクロソフト製造工場が一日三交替でディスクを生産し、最初の1か月で800万枚以上のディスクが生産され、英語版と同時に6言語がリリースされた。
後に、アップデートがリリースされ、雑誌の付録CDやニフティサーブ等のパソコン通信で修正ファイルが配布された、また、MS社からのFD送付サービスも存在した。
マイクロソフト日本法人は、1991年10月にWindows 3.1日本語版の開発に着手した。Windows 3.0日本語版は、セットアップの方法やメニューが難しいという声が上がっていた。また、Windows 3.0日本語版はOEM先によって別々の日本語入力システム、プリンタードライバ、フォントが供給されていたため、同じWindowsアプリケーションでも機種間の完全な互換性を保証できない、という問題が生じた。そこで、Windows 3.1日本語版では標準で日本語入力システム「MS-IME」を供給。また、Windows標準の日本語フォントをリコーと共同開発し、プリンタードライバについては各メーカーの開発をサポートして、公開前に互換性を確認していた。Windows 3.1日本語版のベータ版は3回で累計6000本出荷され、ユーザーのフィードバックを基に1600の改善が施された。発売は、当初の予定であった1992年5月から1992年秋、1993年5月となり、大幅に遅れることになった。開発には5億円が費やされた。
日本語版開発の遅れに対して、世間では「PC-9800シリーズへの移植作業に手間取っているため。」、「Windows 3.0日本語版の開発者が引き抜かれたため。」といった憶測が飛び交った。コンパックは、1992年10月に低価格486機のProLinea 4/25sをDOS/Vパソコンとして発売したが、後のインタビューでは「Windows 3.1と登場するはずだった。」とコメントした。
1993年5月12日に、日本電気からPC-9800シリーズ用、5月18日にマイクロソフトからPC-9800シリーズ用とMS-DOS 5.0/V用が発売された。その直後の5月19日より東京国際見本市会場で開催されたビジネスシヨウや、6月16日より幕張メッセで開催されたWindows World Expo Tokyoでは、パソコンメーカー各社がこぞってWindows 3.1プリインストールパソコンを展示した。
Windows 3.0からの主な変更点は、動作の高速化やセットアップの簡便化に加え、以下の点が挙げられる。
TrueTypeフォント
マイクロソフトは、アップルが開発したアウトラインフォント仕様「TrueType」のライセンスを受け、Monotype Corporationと共同でTrueTypeフォントを開発してWindowsに標準搭載した。日本語版には、マイクロソフトがリコーと2年かけて共同開発したMS ゴシックとMS 明朝の2書体が追加で付属した。これによりWYSIWYGに一歩近づいた。
マルチメディア機能
「サウンド レコーダー」や「メディア プレーヤー」など、Windows 3.0用の拡張ソフト「Multimedia Extensions」に収録されていた機能の一部を統合した。
OLE
アプリケーション間で情報を共有するOLE機能をサポートした。例えば、文書作成ソフトで作成した文書ファイルに表計算ソフトで作成した表データをOLEを利用して埋め込むと、表計算ソフトで作成した表データファイルへの変更は文書作成ソフトで作成した文書にも自動で反映されるようになる。
ドラッグ・アンド・ドロップの機能を拡張
ファイルマネージャからファイルをアプリケーションのアイコンやウィンドウにドラッグ・アンド・ドロップ入力する操作をサポートした。また、ファイルマネージャ内で複数のウィンドウを開き、項目をウィンドウ間でドラッグ・アンド・ドロップすることで異なるディレクトリへファイルを移動・コピーできるようになった。
リアルモードを廃止
Windows 3.0にて、Windows 2.xや古いシステムとの互換性を目的に実装されていたリアルモードが廃止された。もっとも、リアルモードに対応するWindowsアプリケーションを作ることは開発者にとって「難題」であり、リアルモードの廃止を惜しむ者はいなかった。これにより8086プロセッサは動作対象外となった。
MS-IME 日本語入力システム（日本語版）
Windows 3.0以前では、日本語入力システムはアプリケーションインターフェイスのみが実装され、各OEM先メーカーによって異なる日本語入力システムが使われていた。Windows 3.1日本語版では標準で日本語入力システムの Microsoft IME (MS-IME) が付属した。
用語の見直し（日本語版）
「了解」→「OK」、「取り消し」→「キャンセル」、「複写」→「コピー」など。Windows 3.1ベータ版のユーザー調査を基にメニューやマニュアルなどで使われる用語が変更された。
マイクロソフト自社ブランドでの発売（PC/AT互換機・PC-9800シリーズ用日本語版）
日本においては、Windows 3.0以前は各パソコンメーカー毎にそれぞれのパソコン向けにOEM供給されていた。その結果、ソフトウェアメーカーはいずれかのパソコンメーカーのWindowsに合わせたWindowsソフトを開発することになり、機種に依存しないはずのWindowsソフトが動作機種を限定して発売される場合が出てきた。そのため、マイクロソフトがリファレンスとして自社ブランドのWindowsを販売することで、機種を限定しないWindowsソフトの開発を促した。その一方で、前バージョンに引き続きOEM供給によるパソコンメーカー（日本IBM・NEC・セイコーエプソン）からの販売も行われ、これらは付属するアプリケーションや日本語入力システムなどに一部独自要素があった。一方、シェアの少ないPC-9800シリーズ用英語版、富士通FMRシリーズ・FM TOWNS版・東芝J-3100シリーズ版は各メーカーによるOEM版のみの発売となった。

### その他のバージョン
日本向けにローカライズされなかったが、以下のものが存在した。
Windows for Workgroups 3.1
1992年10月27日リリース。Windows 3.1 にファイル共有などのネットワーク機能を追加するアドオンパッケージ。NetBIOS上のSMBプロトコルを利用するものであった。Windows for Workgroupsの日本語版は発売されなかった。1994年に次期Windows（Windows 95）が発売される見込みであったことから、米国のマイクロソフト本社が開発しない決定を下したため、と推測された。
Windows 3.11
1992年12月31日リリース。Windows 3.1 のアップデート版（今で言うところのサービスパック適用版）であり、Windows 3.1のパッケージを小変更した形で発売された。この修正ファイルはCompuServe等のパソコン通信でも配布された。
Windows for Workgroups 3.11
1993年11月リリース。P2P通信の無効化設定を追加、IPX/SPXプロトコルスタック、32ビットファイルアクセス等、 Windows 95 で実装される予定のものを一部先取りで実装している。TCP/IPをサポートするアドオンもパソコン通信を通じて供給された。日本語版は発売されなかった。Windows 3.11とは別のフルパッケージとして発売されている。
Windows 3.2
1994年リリース。Windows 3.11 を簡体字中国語(中華人民共和国向け)へローカライズしたバージョン。なお、簡体字中国語市場へは、それまで英語版をリリースしていた。

## 反響

### 売れ行きと評価

#### Windows 3.0
発売前から長らく期待を集めていたWindows 3.0は、北米を中心に急速に普及した。1年経たずして100万本の出荷を記録し、マイクロソフトの売上高は1990年度（1989年7月-1990年6月）の11.8億ドルから1991年度（1990年7月-1991年6月）は55.8%増の18.4億ドルとなった。ソフトウェア市場におけるWindowsアプリケーションの売上は、DOSアプリケーション市場の40 %に相当するとされた。1990年末には、数々の主要なコンピュータ雑誌から賞賛を浴びた。
PC時代の年代記が書かれるとしたら、1990年5月22日はIBM互換PCが新時代に入った最初の日として記録されることになろう。この日、マイクロソフトがWindows 3.0をリリースした。そしてこの日、時代遅れの文字ベース・オペレーティングシステムと70年代スタイルのソフトに足を引っ張られていたIBM互換PCが、マルチタスクが可能でグラフィカルな操作環境とパワフルな新ソフトの時代に飛翔するコンピュータとして生まれ変わった。Windows 3.0は、先輩たち（VisiOn、GEM、初期バージョンのWindows、OS/2のプレゼンテーションマネージャ）にできなかったことを、見事にやってのけた。新バージョンは十分に強力で、既存のDOSアプリケーションを受け付け、PCにぴったり合っている。この149ドルのプログラムは、マルチタスク機能を持つグラフィカルな環境をPC上で提供する試みの中で、最もうまくいった例と言えよう。—Daniel Ichbiah/Susan L．Knepper 「第20章 ミライのビジョン」『マイクロソフト－ソフトウェア帝国誕生の軌跡－』 椋田直子訳、アスキー、1992年7月1日、390-391頁。ISBN 978-4-7561-0118-1。訳文の原文は『PC Computing』1990年12月号より。
Windows 3.0のユーザーインターフェイスやファイルマネージャは、Macintoshに及ばないが使いやすくなったと評価された。メモリ管理や、DOSとの互換性の改善も複数の雑誌で良い評価を得た。一方で、多数のユーザーが所有するIntel 80286機では満足する動作は見込めず、比較的新しいIntel 80386（i386）以上のシステムが必要だという点が最大の問題として指摘された。これに対し、マイクロソフト側は「プラットフォームにかかわらずユーザーはWindows 3.0の恩恵を得られる。386ベースのシステムで最も性能を発揮するが、最小システムではタスクスイッチャーとして働く。また、ユーザーはDOSのグラフィカルインターフェイスを獲得する。」と回答した。
日本において、Windows 3.0は米国ほど広がりを見せなかったが、その要因として以下の問題が挙がった。
- 一太郎など、Windows 3.0にネイティブに対応するソフトウェアがまだ十分に出揃っていなかった。[76]
- 当時の日本では、PC-9800シリーズがパソコン市場の50 %以上を占めていた。英語版では複数のDOSアプリケーションをウィンドウで並べ、従来の資産も有効に活用できることをセールスポイントにしていたが、PC-9800シリーズ版では旧バージョンと同様に全画面での排他利用しかできなかった。そのため、販売店側も販促デモの展示にあたってウィンドウ表示を活用することに苦慮した。[76]
- Windows上でDOSアプリケーションを使用するには、PIFエディタであらかじめ環境設定を行う必要があったが、MS-DOSのメモリ管理は複雑化しており、初心者には難しい作業であった。多くのソフトウェアメーカーは設定方法を公開したが、ロータスやアスキーなどサポートの都合から設定方法を公開しないメーカーも存在した。[77]
- PC-9800シリーズを含め、Windowsを快適に動作させるために必要なハードウェアを揃えるとなると多額な投資が必要になった。[76]

スティーブ・バルマー（当時、マイクロソフト上級副社長）も翌1992年の来日記者会見にて、同様の見解を示した。
当社のパソコンOS「ウィンドウズ」が日本市場で米国ほど売れていないのは、日米の市場構造が違うことが原因である。ハードウェアの互換性の問題やハードの価格が高いことなどだ。このほか、漢字変換やOSのハードへの搭載サービスなど様々な問題の解決がウィンドウズ普及の前提となる。—スティーブ・バルマー。「マイクロソフト副社長、日本出荷は予定通り―ウィンドウズNT、来年中。」『日経産業新聞』1992年10月13日、6面の引用文より。
PC-9800シリーズ版の発売当初は受注に生産が追いつかない状況が続いた。これについて日本電気は、受注が予想を上回ったためメディアやマニュアルの生産が追いついていないことを説明した。これに対して、ソフトハウスの間では「機種の違いで画面に現れるフォント（書体）が異なったり、印刷が狂うなどの不具合（バグ）を見つけて出荷を止めているのでは。」という推測が流れた。
日本IBMのDOS/V版はMS-DOSアプリケーションの複数ウィンドウ表示に対応していたが、PC-9800シリーズ対応ソフトが約1万本であったことに比べ、1990年に発売されたばかりのDOS/Vに対応するアプリケーションは約200本と少なく、こちらも旧資産の継承という訴求材料だけでは不十分であった。

#### Windows 3.1

日本のPC国内出荷台数（青線）と出荷額（赤線）（JEITA調べ）

Windows 3.1に対する雑誌の反応は、使い勝手や信頼性が向上したという好意的なものであった。米国の『PC Magazine』誌はレビュー記事に「UAE（修復不可能なアプリケーションエラー）の終わり、新しい印刷エンジン、賢くなったSMARTDriveなど。マイクロソフトはWindowsを安定した豊かな環境にするために磨きをかけた。」という序文を付け、日本の『日経パソコン』誌は「ドラマチックな変化はないものの、信頼性が低い、処理速度が遅いなど、Windows 3.0での不満点を改良した。」と評した。
マイクロソフト日本法人は、自社のWindows対応ソフトの売り込みを強化し、Windowsの普及を推進した。例えば、表計算ソフトのExcel 4.0は1993年5月には98000円から58000円へと40%の値下げ、6月25日からは他社の日本語文書作成ソフトを使用しているユーザーを対象に、58000円のWord 5.0を25000円で販売する「乗り換え・アップグレード・サービス」を開始した。これは、1993年4月に発売された一太郎 Ver.5（4年ぶりとなる新バージョン）に対抗したものと思われた。同日にWordとExcelをセットにした、日本語版で最初のバージョンとなるMicrosoft Officeを発売。翌1994年2月のOffice 1.5発表までに8万本を出荷し、1994年後半になると月20万本ペースの出荷になる。オフィスソフト市場における、マイクロソフトのシェアは急拡大することになった。
Windows 3.1のマルチメディア機能は、個人市場の開拓を促し、ExcelやOfficeは企業にWindowsの導入を促した。
後年の評価としては、日本でのWindows 3.1はWindowsがパソコンユーザーに受け入れられた期間であったものの、パソコンが本当に一般に普及し始めたのはWindows 95からとされている。しかし、Windows 3.1の広がりは、日本メーカーの国内向けパソコンを独自開発から世界標準のPC/AT互換機に転換させ、「鎖国状態」を解消したことで競争力が上がり、パソコンの低価格化が進んだことで普及を後押しすることになった。

### OS/2とIBMとの対立
マイクロソフトとIBMが共同開発していたOS/2との関係について、Windows 3.0発売当初は両者が明確な立場を示さなかったため、このことはマスコミや公衆の間で物議を醸した。Windowsはユーザーのニーズに対応したことで多数のユーザーを獲得しているが、ふたを開けるとそこには旧態依然のDOSが存在する。業界では、技術的にはOS/2の方が上回っており、長い目で見ればOS/2やUNIXの方が有利であるという意見で一致した。
1990年9月17日、マイクロソフトとIBMは共同声明を出して、マイクロソフトはDOSとWindows、IBMはOS/2の開発に専念することを明らかにした。日本IBMは1991年5月7日付けのOS/2 J2.0の発表資料で、Windowsを個人ユーザー向けのエントリーGUIシステム、OS/2を企業ユーザー向けの統合プラットフォームとして位置づけ、OS/2 2.0はDOS 5.0とWindows 3.0を統合したエンタープライズ向けシステムとして紹介していた。IBMはOS/2を情報システムを構成するものとして企業ユースに考えていたのに対し、マイクロソフトはスタンドアロンで使用する個人ユースを想定していたため、営業戦略の不一致が決別の一因となった。別の要因として、開発体制や社風の違いで生じた企業間の壁も指摘された。
マイクロソフトとIBMの対立は、1992年にかけて深まっていった。1991年10月21日、IBMがOS/2 2.0を12月31日までに出荷すると発表すると、マイクロソフトのスティーブ・バルマーは「12月31日までに、IBMがOS/2 2.0を出荷できたら、フロッピー・ディスクを食べてみせる」と公言した。結局OS/2 2.0の出荷は1992年3月31日に延期されたが、この出来事はマイクロソフトとIBMの対立を印象づけるものになった。同時期に発売されたWindows 3.1はさらに勢いを付け、1993年にはWindowsの圧勝の様相となった。これについてOS/2の共同開発に参加したマイクロソフトの開発者は、以下のように語っている。
OS/2はハイエンドなマシン向けでマイクロプロセッサもインテルの386以上になりますし、メモリーもたくさん必要とします。技術的に優れ、パフォーマンスも良いし、製品としては優れていると思います。しかしアプリケーション・ソフトが少ないんです。ウィンドウズはマイクロプロセッサは286以上（ウィンドウズ3.1では386以上）が必要ですが、アプリケーション・ソフトも多くてハードウェアも安いので、価格の点でウィンドウズが一般的にはよく買われるようになったのです。—シンディ・ダーキン。 『マイクロソフト・ウィンドウズ戦略のすべて - 新情報ネットワーク時代への挑戦』 TBSブリタニカ、1993年10月7日。143頁の引用文より。
なお、マイクロソフト日本法人と日本IBMはDOS/Vの営業で協力関係にあり、1993年12月にもMS-DOS 6.2/VとPC DOS J6.1/Vを共同記者会見で発表するなど、良好な関係をアピールした。

### 日本でのPC/AT互換機市場

PC-9800シリーズと日本国内PC本体出荷台数（1990年から1998年）

折りしも、発売時期がDOS/Vの登場とマニア間で起きたDOS/Vブームが重なったこともあり、日本でのIBM PC/AT互換機市場の形成に大いに貢献した。
1991年当時、日本でのPC市場は国内メーカーで市場をほぼ独占していた。さらに言えばNECのPC-9800シリーズで寡占状態にあった。PC/AT互換機は世界中で販売されるため、開発コストは日本市場でしか販売できない国内専用製品と比べ物にならないほど安価だったが、日本語という障壁のため参入できない状態にあった。NECの製品展開は、同社のオフィスコンピュータ（オフコン）などとの兼ね合いから同時期のPC/AT互換機よりも低い性能レベルに据え置かれ、価格も引き下げられなかった。しかし、安価かつ高性能なPC/AT互換機で日本語が扱え、国産PCとも共通のアプリケーションが利用できるWindowsの事実上の完成により、国内におけるPC/AT互換機市場は、1994年にかけて急拡大することになった。NECも同社のPC向けにWindowsを提供していたが、MS-DOS環境において存在していたアプリケーションの優位性が失われる結果となった。
DOS/V版Windows 3.0では、標準VGAでも640*480/16色表示が可能で、当時の主力機NECのPC-9800シリーズの640*400/16色を上回っていたうえ、当時すでにほとんどのDOS/V機ではSVGAモードを備えていた（もしくはグラフィック回路が拡張ボードとして独立しており交換が容易だった）ことから、市販のドライバで800*600の高解像度をWindowsから利用することができた。一部の英語版ディスプレイドライバでは、さらに高解像度・多色（640*480/256色、800*600/256色、1024*768/16色など）のGUI表示を行うためのパッチファイルや、英語版ドライバで日本語表示を行う DDD (Display Dispatch Driver) が販売されて、上級ユーザを中心にPC-9800シリーズよりもハードウェア価格が安くて高性能なPC/AT互換機を求めるケースが増え、市場が立ち上がり始めた。
次のDOS/V版Windows 3.1では、多くの英語版ディスプレイドライバを直接使用しても高解像度・多色のGUI表示ができるようになる。また発売にあわせて、本木雅弘が「Windows!」を連呼するというインパクトのあるTVCMも放映され、国内においてWindowsの名前を広く知らしめたことにより、PC-9800シリーズにこだわる必要がないというユーザーが増えていった。日本語版Windows 3.1からアウトラインフォント TrueType および、マイクロソフト版においてはかな漢字変換ソフト Microsoft IME が標準として採用され、各アーキテクチャ向けにて相違があった日本語の入出力環境の統一を図った。さらに、PCパーツ店による組み立てPCや、外国のPCメーカーによるこの組み合わせでの新規参入も相次ぎ、市場ニーズがPC/AT互換機へシフトするきっかけとなる。

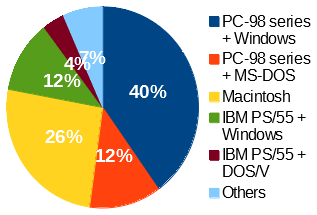
次に買いたいパソコン（日経パソコン1993年5月調べ）

とは言え、まだこの段階ではPC-9800シリーズも強力だった。オープンであるがゆえに、規格の統一が今ひとつのOADG規格とその派生製品は、これらのオプション類の利用にPC-98シリーズより手間を要した。当然、日本のパソコン周辺機器メーカーはPC-9821シリーズのWindows 3.1用の周辺機器も発売し、量販効果ですぐに値下がりした。企業ユースやゲーム市場では、PC-98用ソフトの互換性を求めるユーザーもまだ相当数存在していた。更に、製造元であるNECやPC-98互換機メーカーであるセイコーエプソンによる価格引き下げなどの対抗策もあり、1995年まで50%のシェアを確保し続けた。この流れが本格化するのは、機器の相違をデバイス仮想化などの方法によってOS側で吸収したWindows 95以降である。

### 後継バージョンへの移行
1995年8月に発売されたWindows 95は、それまでパソコンに興味を持たなかった人々の関心を集め、個人市場の開拓に成功した。企業でも、Windows 95を要望する従業員の声を聞き入れて買い換えを支援する動きが見られた。『日経パソコン』誌が1996年2月に日本の企業110社に対して行った調査では、Windows 95の「導入予定あり」が64%、「未定」が42%、「導入予定なし」が4%となった。「Windows 95の導入をどのように進めていくか」の問いに対して、「新規に導入したパソコンを中心に徐々に移行する」が30%となったものの、「既存のパソコンを含めて積極的に切り替える」はわずか8%に留まり、既存環境の移行には慎重な姿勢が見られた。「Windows 95の導入で、特に問題が多かった項目は」の問いに対しては、「MS-DOS対応やWindows 3.1対応ソフトの動作」（39%）、「既存のネットワークやデータベースとの接続」（35%）、「インストール関連」（32%）となった。
マイクロソフトはOffice 95やVisual Basic 4.0など、自社製品のWindows 3.1に対するサポートをまもなく打ち切った。しかし、1996年度にIDCが行ったデスクトップOS選択率の調査では、Windows 95が62.9%、Windows 3.1/3.11が17.4%となり、データクエストが米国の大企業を対象に行った調査では、マイクロソフト社製OS利用者のうち、86%がWindows 3.1/3.11を使用していると報告した。あるソフトウェア・エンジニアは「マイクロソフトはまだ多くの3.1が使われていることを把握しているが、早くすべてを移行してそれを忘れることを望んでいる。」とコメントした。
1999年に『日経パソコン』誌が日本の企業を中心に行った調査では、Windows 95の使用率が79.7%にのぼり、Windows 3.1の使用率は6.2%となった。

### 出荷本数の推移
- Windows 3.0（全世界）
  - 1990年5月22日発売
  - 1990年6月22日 - 40万本[要出典]
  - 1990年12月30日 - 100万本[要出典]
  - 1991年5月 - 300万本以上[111]
  - 1992年4月 - 900万本[94][112]
- Windows 3.0（日本）
  - 1991年1月23日 - NEC版発売
  - 1991年3月13日 - 日本IBM版発売
  - 1991年5月 - 日本電気版、受注累計6万本[78]
  - 1993年5月 - 44万本[65][113]
- Windows 3.1（全世界）
  - 1992年4月6日発売 - 受注100万本[112]
  - 初日出荷100万本[114]
  - 1992年4月12日 - 1週間で100万本販売[115]
  - 1993年5月 - 2500万本[116]
  - 1994年1月末 - 4000万本[要出典]
  - 1995年1月 - 6000万本[要出典]
  - 1995年8月 - 1億本[114]
- Windows 3.1（北米）
  - 1995年5月26日 - 発売から50日で100万本販売[117]
- Windows 3.1（日本）
  - 1993年5月12日 - 日本電気版発売
  - 1993年5月14日 - 日本電気版、受注6.5万本[116]
  - 1993年5月18日 - マイクロソフト版発売
  - 1993年6月末 - 40万本[113]
  - 1994年5月17日 - 146万本[118]
  - 1995年2月 - 300万本突破[119]
  - 1995年5月末 - 402万本[119]